# Hans Pfannmüller

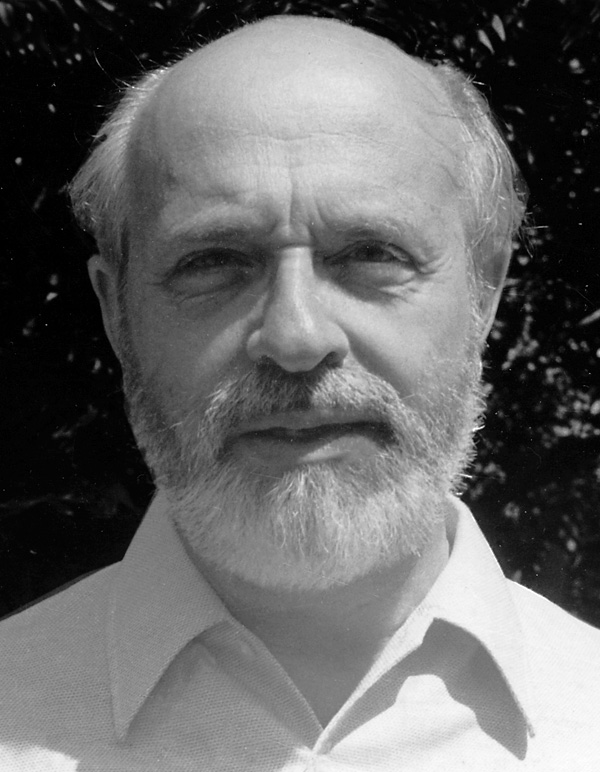
Hans Georg Pfannmüller (1976)

Hans Georg Pfannmüller (* 31. März 1916 in Darmstadt; † 24. Februar 1989 in Weil am Rhein) war ein deutscher Karikaturist.

## Leben und Arbeiten
Nach dem Besuch des Humboldt-Gymnasiums in Düsseldorf studierte er an den Kunstakademien in Düsseldorf und München Malerei, Grafik, Kunstgeschichte und Dramaturgie, u. a. bei Olaf Gulbransson und Franz Kiederich. In der Nachkriegszeit war er Dozent für figürliches Zeichnen an der Großherzoglich-Sächsischen Kunstschule Weimar, Fachlehrer an der Thüringischen Meisterschule und Mitarbeiter am Nationaltheater Weimar.
Da er sich als Künstler außerstande sah, den politischen und kulturellen Zwängen der DDR zu folgen, floh er 1950 nach Düsseldorf. Er lebte dort als freischaffender Künstler bis 1974, dann von 1975 bis 1981 in Bruchsal, wo von ihm jede Woche eine Karikatur in den Badischen Neuesten Nachrichten veröffentlicht wurde.
Nach dem Tod seiner ersten Frau Maria zog er 1982 nach Ötlingen. Hier wirkte er als freischaffender Künstler für Verlage und als Dozent der Volkshochschule Lörrach sowie der Kaltenbach-Stiftung. Über sein Schaffen auf den Gebieten Karikatur, Porträts, Illustrationen und Grafiken hinaus arbeitete er als freier Mitarbeiter für Buch-, Zeitschriften- und Zeitungsverlage sowie auch in eigener Sache als Autor. Ausstellungen, Vorträge im In- und Ausland und verschiedene Lehraufträge rundeten sein Tätigkeitsfeld ab.

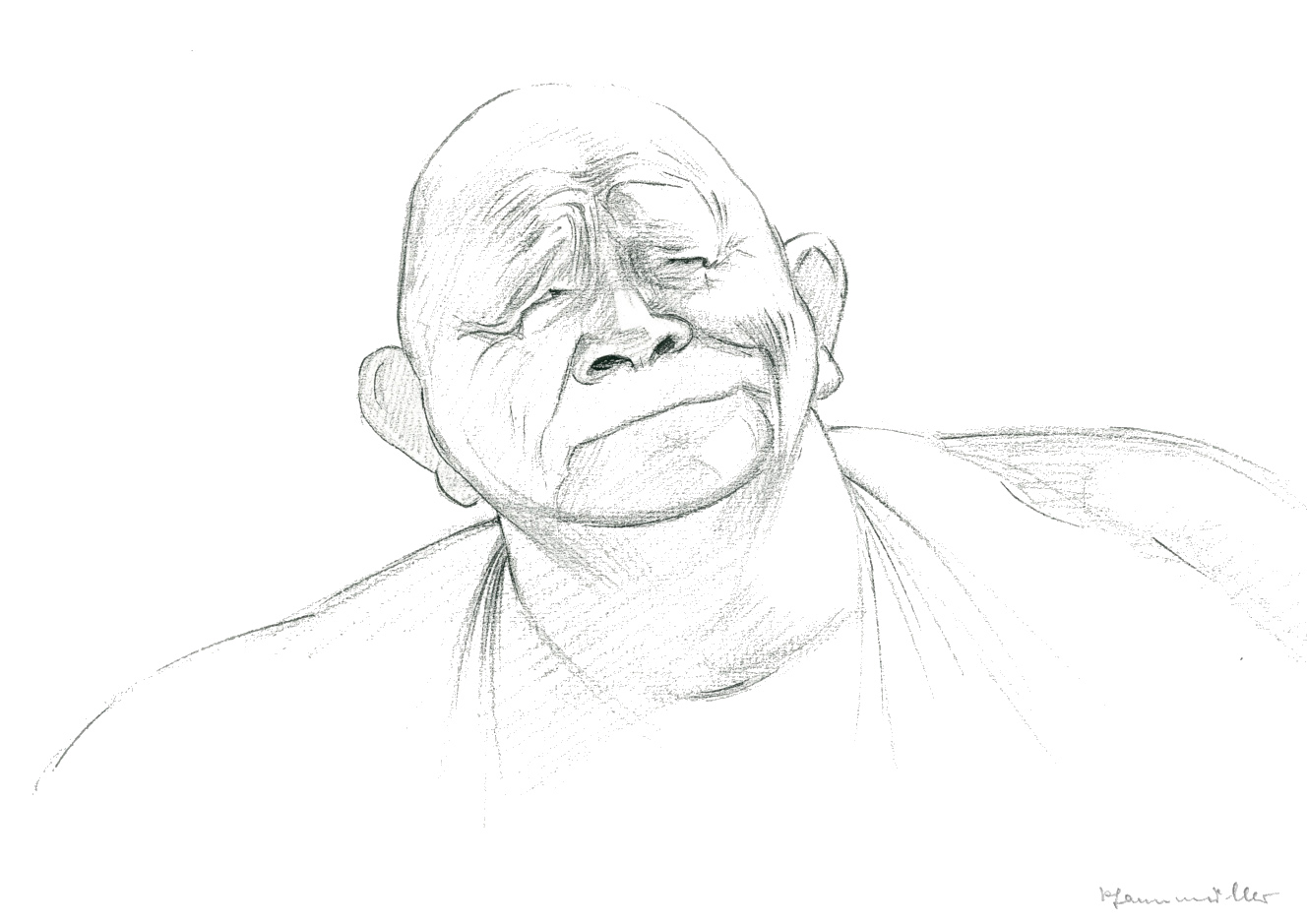
Karikatur seines Lehrers Olaf Gulbransson

Aus der Studienzeit bei seinem Lehrer Olaf Gulbransson entstand sein Leitsatz „Nur wer gerecht sein kann, darf karikieren“, und so versuchte er dem porträtierten Menschen in seiner Einzigartigkeit gerecht zu werden. Er karikierte Künstler und Politiker wie Gert Fröbe, Klaus Kinski, Heinz Rühmann, Theo Lingen, Konrad Adenauer oder Marlene Dietrich. Zu seinem Freundeskreis zählten u. a. Wolfgang Reichmann und Jürgen von Manger (alias Adolf Tegtmeier).
In zahlreichen Ausstellungen, wie in Weimar, Düsseldorf, Speyer, Schramberg, Göttingen, Basel, Karlsruhe, Bonn, Lörrach, Bruchsal, Radolfzell und auch im Weiler Stapflehus waren seine Werke zu sehen. Arbeiten von Pfannmüller sind in europäischem sowie überseeischem Privat- und Museumsbesitz (Cartoonmuseum Basel).
Bis zu seinem Tod 24. April 1989 lebte Pfannmüller mit seiner Lebensgefährtin Friedel van Bebber in Ötlingen im Markgräflerland. Beerdigt wurde er auf dem Ötlinger Friedhof.

## Ausgewählte Arbeiten

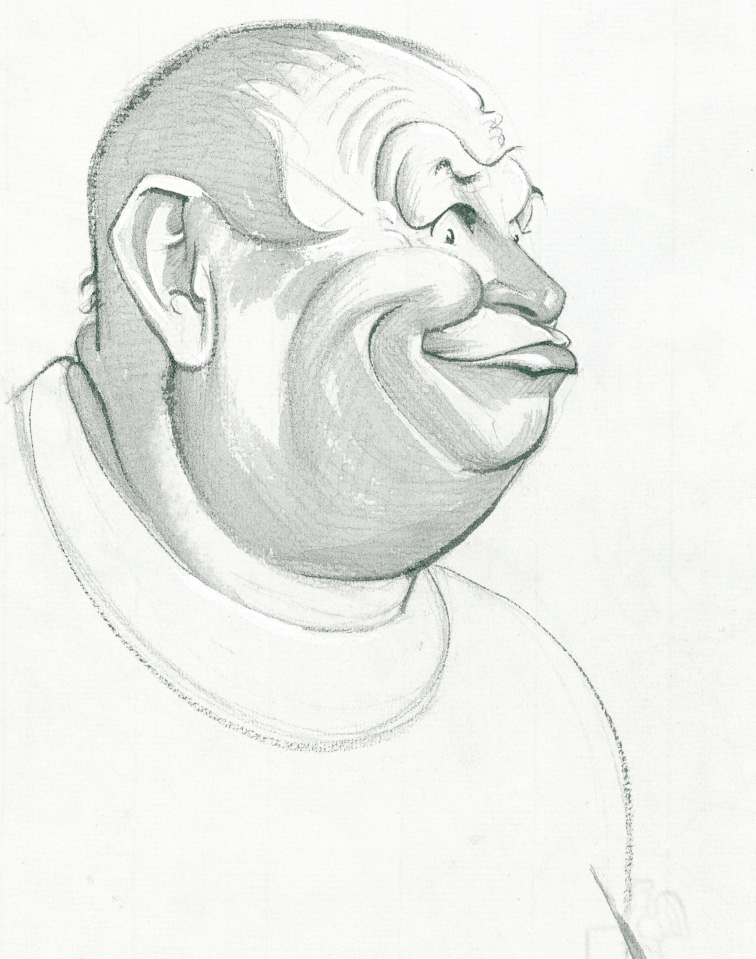
Gert Fröbe
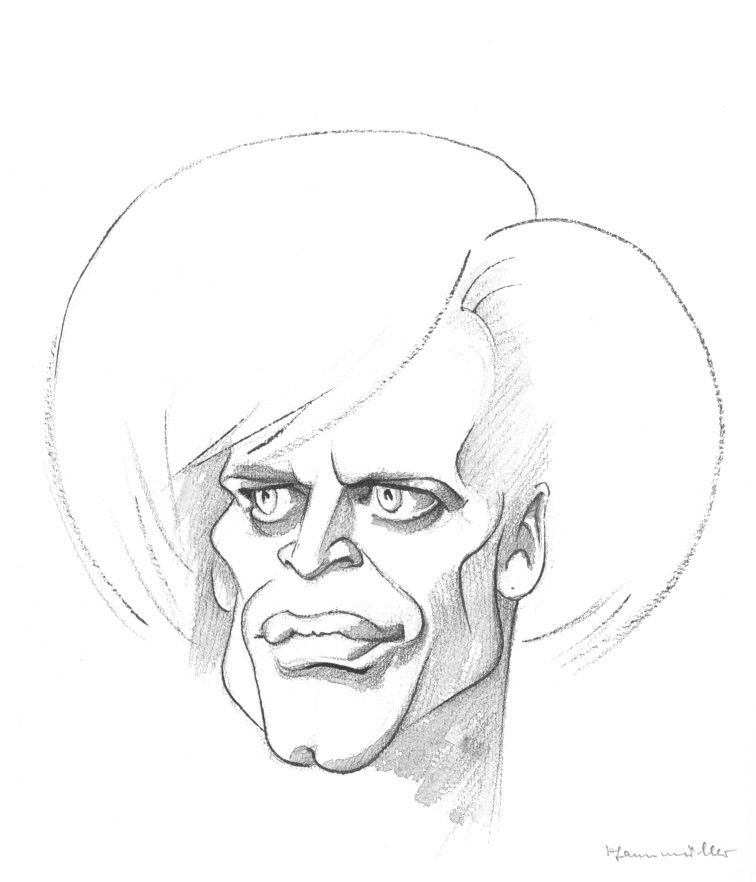
Klaus Kinski
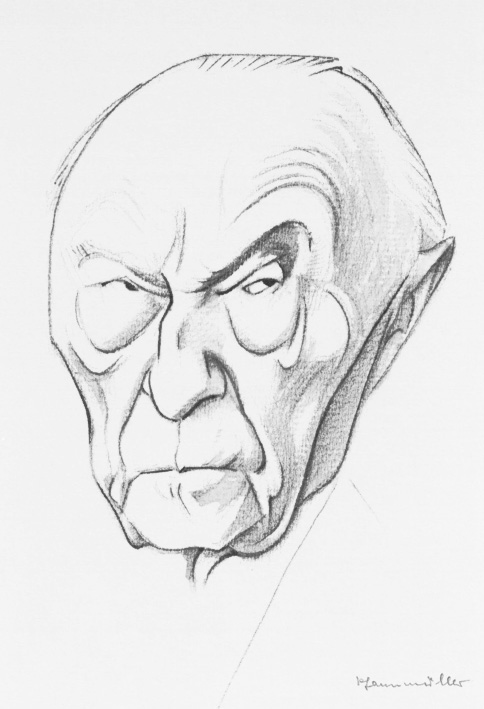
Konrad Adenauer
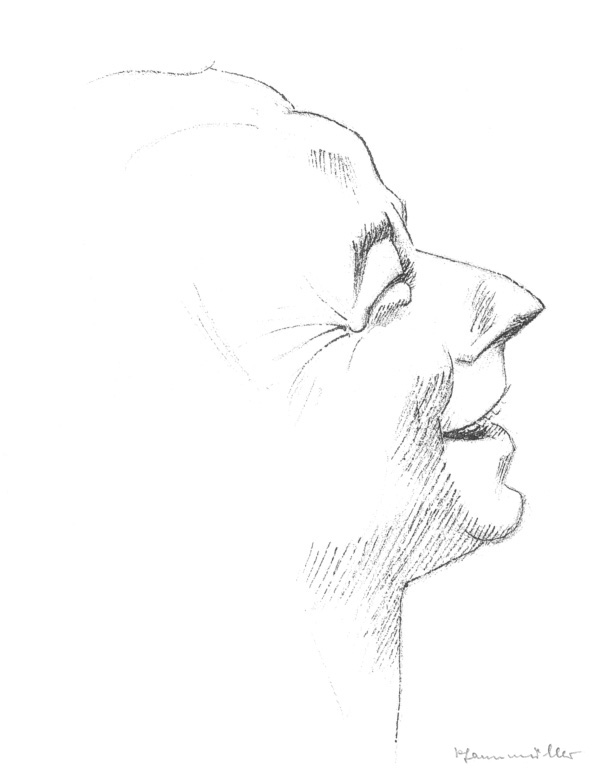
Heinz Rühmann
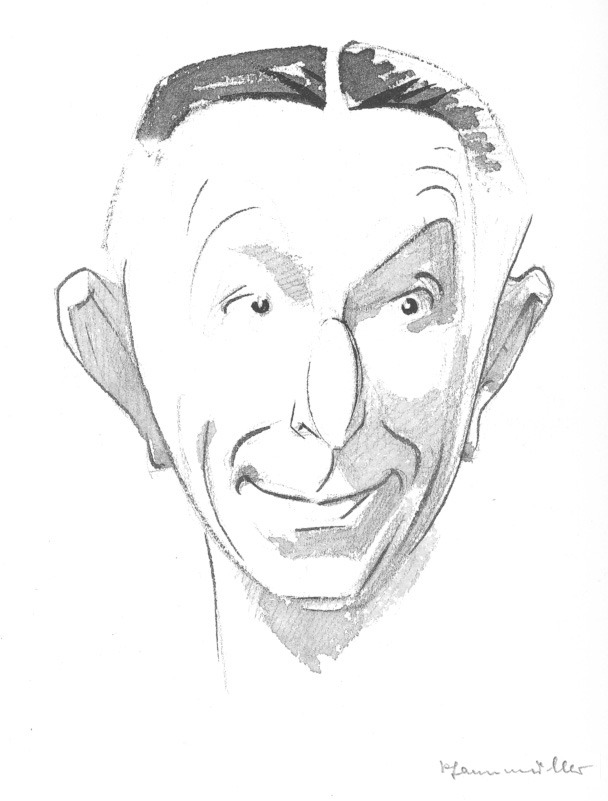
Theo Lingen
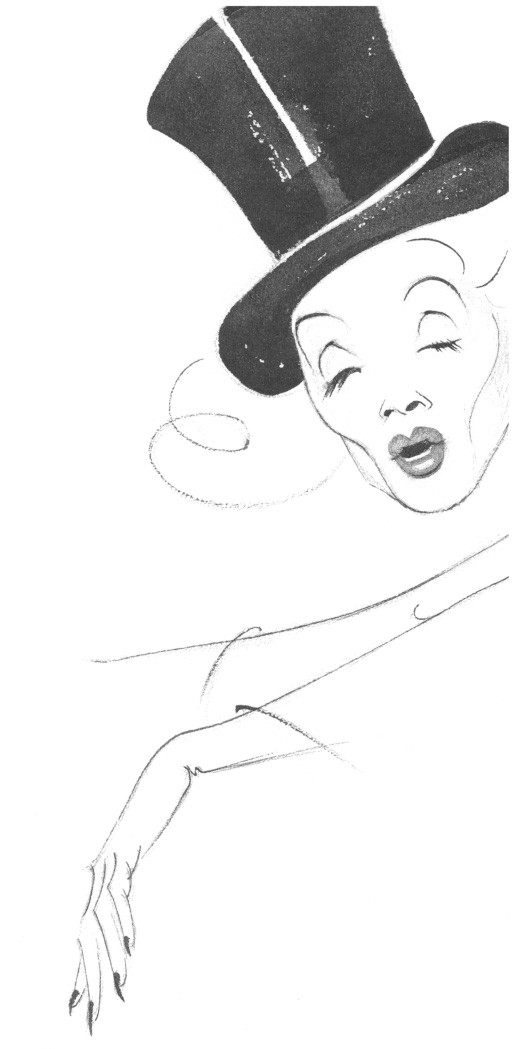
Marlene Dietrich
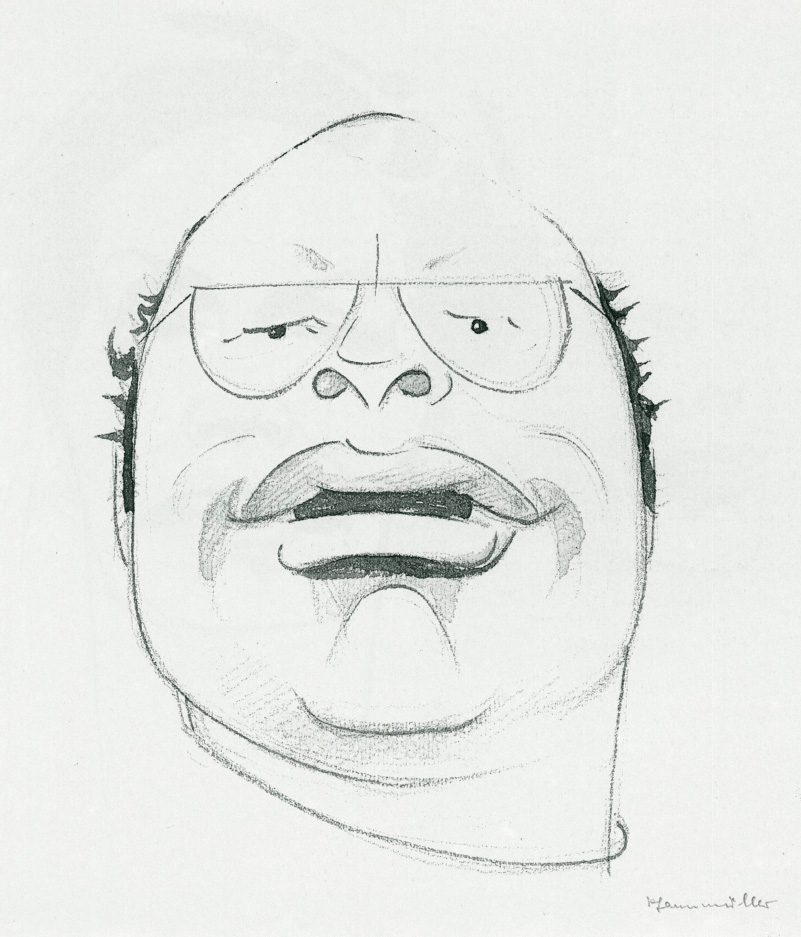
Wolfgang Reichmann
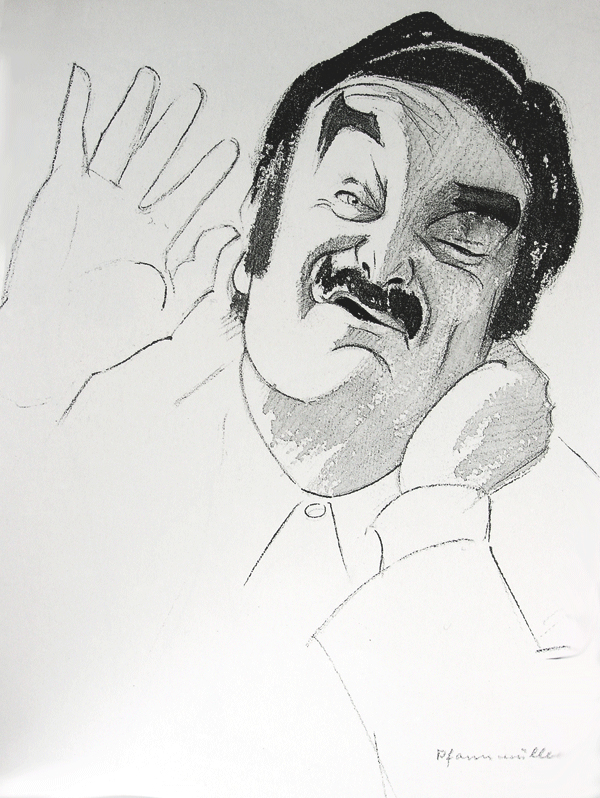
Jürgen von Manger